# Copa do Mundo de Clubes da FIFA de 2018
A Copa do Mundo de Clubes da FIFA de 2018 foi a 15.ª edição desta competição realizada anualmente pela Federação Internacional de Futebol (FIFA), reunindo os campeões continentais e o campeão do país anfitrião. Foi disputada pela quarta vez nos Emirados Árabes Unidos, entre 12 e 22 de dezembro.
O Real Madrid, da Espanha, conquistou seu sétimo título de âmbito mundial, o quarto mundial da FIFA sendo o terceiro consecutivo, depois da vitória na final por 4–1 sobre o clube emiradense Al Ain. Anteriormente o clube conquistou três edições da Copa Intercontinental em 1960, 1998 e 2002 e três da Copa do Mundo de Clubes da FIFA em 2014, 2016 e 2017.

## Processo de escolha
O processo de candidatura para os campeonatos de 2017 e 2018 começou em fevereiro de 2014. As associações interessadas em sediar deveriam apresentar uma declaração de interesse até 30 de março de 2014, e fornecer o conjunto completo de documentos da licitação até 25 de agosto de 2014. Foi selecionado o anfitrião na sua reunião em Marrocos, em dezembro de 2014, mas a decisão final foi adiada para a reunião do comitê executivo da FIFA em 19 e 20 março de 2015, que escolheu os Emirados Árabes Unidos como sede.
Os candidatos eram:
- Brasil
- Emirados Árabes Unidos
- Índia
- Japão

No dia 20 de março de 2015, a FIFA anunciou oficialmente os Emirados Árabes Unidos como sede da Copa do Mundo de Clubes de 2017 e 2018.

## Equipes classificadas
| Confederação                                         | Equipe                          | Classificação                                          | Participação                    |
| Disputa a partir das semifinais                      | Disputa a partir das semifinais | Disputa a partir das semifinais                        | Disputa a partir das semifinais |
| ---------------------------------------------------- | ------------------------------- | ------------------------------------------------------ | ------------------------------- |
| CONMEBOL                                             | River Plate                     | Campeão da Copa Libertadores da América de 2018        | 2ª (2015)                       |
| UEFA                                                 | Real Madrid                     | Campeão da Liga dos Campeões da UEFA de 2017–18        | 5ª (2000, 2014, 2016, 2017)     |
| Disputa a partir das quartas de finais               |                                 |                                                        |                                 |
| AFC                                                  | Kashima Antlers                 | Campeão da Liga dos Campeões da AFC de 2018            | 2° (2016)                       |
| CAF                                                  | Espérance de Tunis              | Campeão da Liga dos Campeões da CAF de 2018            | 2° (2011)                       |
| CONCACAF                                             | Chivas Guadalajara              | Campeão da Liga dos Campeões da CONCACAF de 2018       | 1ª                              |
| Disputa a partir do playoff para as quartas de final |                                 |                                                        |                                 |
| OFC                                                  | Team Wellington                 | Campeão da Liga dos Campeões da OFC de 2018            | 1ª                              |
| País-sede                                            | Al Ain                          | Campeão do Campeonato Emiradense de Futebol de 2017–18 | 1ª                              |

## Arbitragem
Esta é a lista de árbitros e assistentes que atuarão na competição.
| Confederação | Árbitros                  | Assistentes                                  | Árbitros de vídeo                                        |
| ------------ | ------------------------- | -------------------------------------------- | -------------------------------------------------------- |
| AFC          | JPN Ryuji Sato            | JPN Toru Sagara JPN Hiroshi Yamauchi         | UAE Mohammed Abdulla Mohamed                             |
| CAF          | ETH Bamlak Tessema Weyesa | RSA Zakhele Thusi Siwela SDN Waleed Ahmed    |                                                          |
| CONCACAF     | USA Jair Marrufo          | USA Frank Anderson USA Corey Rockwell        | USA Mark Geiger                                          |
| CONMEBOL     | BRA Wilton Sampaio        | BRA Rodrigo Figueiredo BRA Bruno Boschilia   | ARG Mauro Vigliano                                       |
| OFC          | NZL Matthew Conger        | TGA Tevita Makasini NZL Mark Rule            |                                                          |
| UEFA         | ITA Gianluca Rocchi       | ITA Elenito Di Liberatore ITA Mauro Tonolini | POL Paweł Gil ITA Massimiliano Irrati NED Danny Makkelie |

## Sedes
| Abu Dhabi            | Abu Dhabi Al AinCopa do Mundo de Clubes da FIFA de 2018 (Emirados Árabes Unidos) | Al Ain                  |
| -------------------- | -------------------------------------------------------------------------------- | ----------------------- |
| Estádio Xeique Zayed | Abu Dhabi Al AinCopa do Mundo de Clubes da FIFA de 2018 (Emirados Árabes Unidos) | Estádio Hazza bin Zayed |
| Capacidade: 43 000   | Abu Dhabi Al AinCopa do Mundo de Clubes da FIFA de 2018 (Emirados Árabes Unidos) | Capacidade: 22 717      |
|                      | Abu Dhabi Al AinCopa do Mundo de Clubes da FIFA de 2018 (Emirados Árabes Unidos) |                         |

## Elencos
Cada equipe precisa nomear uma lista contendo 23 jogadores (três destes obrigatoriamente precisam ser goleiros). Trocas por lesão serão aceitas até 24 horas antes da primeira partida da equipe.

## Partidas
|  |                            |                         |                            |                 |                         |                         |                |                |            |            |  |  |                            |                            |
|  | Play-off                   | Play-off                |                            |                 | Quartas de final        | Quartas de final        |                |                | Semifinais | Semifinais |  |  | Final                      | Final                      |
|  | 12 de dezembro – Al Ain    |                         |                            |                 |                         |                         |                |                |            |            |  |  |                            |                            |
|  | Al Ain (p)                 | 3 (4)                   |                            |                 | 15 de dezembro – Al Ain | 15 de dezembro – Al Ain |                |                |            |            |  |  |                            |                            |
|  | Al Ain (p)                 | 3 (4)                   |                            |                 | 15 de dezembro – Al Ain | 15 de dezembro – Al Ain |                |                |            |            |  |  |                            |                            |
|  | Team Wellington            | 3 (3)                   |                            |                 | Espérance de Tunis      | 0                       |                |                |            |            |  |  |                            |                            |
|  | Team Wellington            | 3 (3)                   | 18 de dezembro – Al Ain    |                 | Espérance de Tunis      | 0                       |                |                |            |            |  |  |                            |                            |
|  |                            |                         |                            |                 | Al Ain                  | 3                       |                |                |            |            |  |  |                            |                            |
|  | River Plate                | 2 (4)                   |                            |                 | Al Ain                  | 3                       |                |                |            |            |  |  |                            |                            |
|  | River Plate                | 2 (4)                   |                            |                 |                         |                         |                |                |            |            |  |  |                            |                            |
|  |                            |                         | Al Ain (p)                 | 2 (5)           |                         |                         |                |                |            |            |  |  |                            |                            |
|  |                            |                         | Al Ain (p)                 | 2 (5)           |                         |                         |                |                |            |            |  |  |                            |                            |
|  |                            |                         | 22 de dezembro – Abu Dhabi |                 |                         |                         |                |                |            |            |  |  |                            |                            |
|  |                            |                         |                            |                 |                         |                         |                |                |            |            |  |  |                            |                            |
|  | Al Ain                     | 1                       |                            |                 |                         |                         |                |                |            |            |  |  |                            |                            |
|  | Al Ain                     | 1                       | 15 de dezembro – Al Ain    |                 |                         |                         |                |                |            |            |  |  |                            |                            |
|  |                            | Real Madrid             | 4                          |                 |                         |                         |                |                |            |            |  |  |                            |                            |
|  |                            |                         | 4                          | Kashima Antlers | 3                       |                         |                |                |            |            |  |  |                            |                            |
|  | 19 de dezembro – Abu Dhabi |                         |                            | Kashima Antlers | 3                       |                         |                |                |            |            |  |  |                            |                            |
|  |                            | Chivas Guadalajara      | 2                          |                 |                         |                         |                |                |            |            |  |  |                            |                            |
|  | Kashima Antlers            | Chivas Guadalajara      | 2                          | 1               |                         |                         |                |                |            |            |  |  |                            |                            |
|  | Kashima Antlers            | Quinto lugar            | Quinto lugar               | 1               |                         |                         | Terceiro lugar | Terceiro lugar |            |            |  |  |                            |                            |
|  |                            | Quinto lugar            | Quinto lugar               |                 | Real Madrid             | 3                       | Terceiro lugar | Terceiro lugar |            |            |  |  |                            |                            |
|  | Espérance de Tunis (p)     | 1 (6)                   | Kashima Antlers            | 0               | Real Madrid             | 3                       |                |                |            |            |  |  |                            |                            |
|  | Espérance de Tunis (p)     | 1 (6)                   | Kashima Antlers            | 0               |                         |                         |                |                |            |            |  |  |                            |                            |
|  | Chivas Guadalajara         | 1 (5)                   | River Plate                | 4               |                         |                         |                |                |            |            |  |  |                            |                            |
|  | Chivas Guadalajara         | 1 (5)                   | River Plate                | 4               |                         |                         |                |                |            |            |  |  |                            |                            |
|  | 18 de dezembro – Al Ain    | 18 de dezembro – Al Ain |                            |                 |                         |                         |                |                |            |            |  |  | 22 de dezembro – Abu Dhabi | 22 de dezembro – Abu Dhabi |

Todas as partidas seguem o fuso horário local (UTC+4).

### Play-off
| 12 de dezembro | Al Ain                                | 3 – 3     | Team Wellington                      | Estádio Hazza bin Zayed, Al Ain         |
| 19:30          | Shiotani 45' · Doumbia 49' · Berg 85' | Relatório | Barcia 11' · Clapham 15' · Ilich 44' | Público: 15 279 Árbitro: JPN Ryuji Sato |

|                                    |       | Pênaltis                           |  |
| Diaky Berg El Shahat Shiotani Caio | 4 – 3 | Allen Kilkolly Ilich Watson Gulley |  |

| Al Ain | Wellington |

### Quartas de final
O sorteio foi realizado em 4 de setembro de 2018 para definir os confrontos das quartas de final e quais equipes os vencedores irão enfrentar na semifinal. No momento em que o sorteio foi realizado a identidade das equipes da AFC, CAF e CONMEBOL não eram conhecidas.
| 15 de dezembro | Kashima Antlers                           | 3 – 2     | Chivas Guadalajara                   | Estádio Hazza bin Zayed, Al Ain                   |
| 17:00          | Nagaki 49' · Serginho 69' (pen) · Abe 84' | Relatório | Zaldívar 3' · Léo Silva 90+4' (g.c.) | Público: 3 997 Árbitro: ETH Bamlak Tessema Weyesa |

| Kashima | Guadalajara |

| 15 de dezembro | Espérance de Tunis | 0 – 3     | Al Ain                                   | Estádio Hazza bin Zayed, Al Ain           |
| 20:30          |                    | Relatório | Ahmed 2' · El Shahat 16' · Al-Ahbabi 60' | Público: 21 333 Árbitro: USA Jair Marrufo |

| Espérance | Al Ain |

### Disputa do quinto lugar
| 18 de dezembro | Espérance de Tunis | 1 – 1     | Chivas Guadalajara | Estádio Hazza bin Zayed, Al Ain            |
| 17:30          | Belaïli 38' (pen)  | Relatório | Sandoval 5' (pen)  | Público: 5 883 Árbitro: NZL Matthew Conger |

|                                                                   |       | Penalidades                                                     |  |
| Belaïli Machani Chemmam Bguir Khenissi Derbali Coulibaly Dhaouadi | 6 – 5 | Zaldívar Marín Godínez Van Rankin Salcido Pineda Ponce Brizuela |  |

| Espérance | Guadalajara |

### Semifinais
| 18 de dezembro | River Plate    | 2 – 2     | Al Ain             | Estádio Hazza bin Zayed, Al Ain              |
| 20:30          | Borré 11', 16' | Relatório | Berg 3' · Caio 51' | Público: 21 383 Árbitro: ITA Gianluca Rocchi |

|                                    |       | Pênaltis                                   |  |
| Scocco Quintero Pratto Borré Pérez | 4 – 5 | Caio Shiotani Al-Ahbabi Abdulrahman Yaslam |  |

| River Plate | Al Ain |

| 19 de dezembro | Kashima Antlers | 1 – 3     | Real Madrid        | Estádio Xeique Zayed, Abu Dhabi             |
| 20:30          | Doi 78'         | Relatório | Bale 44', 53', 55' | Público: 30 554 Árbitro: BRA Wilton Sampaio |

| Kashima | Real Madrid |

### Disputa pelo terceiro lugar
| 22 de dezembro | Kashima Antlers | 0 – 4     | River Plate                                             | Estádio Xeique Zayed, Abu Dhabi              |
| 17:30          |                 | Relatório | Zuculini 24' · G. Martínez 73', 90+3' · Borré 89' (pen) | Público: 13 550 Árbitro: ITA Gianluca Rocchi |

| Kashima | River Plate |

### Final
| 22 de dezembro | Real Madrid                                                | 4 – 1     | Al Ain       | Estádio Xeique Zayed, Abu Dhabi           |
| 20:30          | Modrić 14' · Llorente 60' · Ramos 79' · Nader 90+1' (g.c.) | Relatório | Shiotani 86' | Público: 40 696 Árbitro: USA Jair Marrufo |

| Real Madrid | Al Ain |

## Premiação
| Copa do Mundo de Clubes da FIFA de 2018 |
| Espanha                                 |
| --------------------------------------- |
| Real Madrid Campeão (4.º título)        |

Fair Play
| Fair play | Real Madrid |

### Individuais
| Bola de Ouro              | Bola de Prata | Bola de Bronze                    |
| ------------------------- | ------------- | --------------------------------- |
| Gareth Bale (Real Madrid) | Caio (Al Ain) | Rafael Santos Borré (River Plate) |

## Classificação final
Para estatísticas, partidas decididas na prorrogação são consideradas como vitória e derrota e partidas decididas nos pênaltis são contadas como empate.
| Pos. | Times              | Pts | J | V | E | D | GP | GC | SG |
| ---- | ------------------ | --- | - | - | - | - | -- | -- | -- |
| 1    | Real Madrid        | 6   | 2 | 2 | 0 | 0 | 7  | 2  | +5 |
| 2    | Al Ain             | 5   | 4 | 1 | 2 | 1 | 9  | 9  | 0  |
| 3    | River Plate        | 4   | 2 | 1 | 1 | 0 | 6  | 2  | +4 |
| 4    | Kashima Antlers    | 3   | 3 | 1 | 0 | 2 | 4  | 9  | –5 |
| 5    | Espérance de Tunis | 1   | 2 | 0 | 1 | 1 | 1  | 4  | –3 |
| 6    | Chivas Guadalajara | 1   | 2 | 0 | 1 | 1 | 3  | 4  | –1 |
| 7    | Team Wellington    | 1   | 1 | 0 | 1 | 0 | 3  | 3  | 0  |

## Estatísticas

### Artilharia
3 gols (2)
- Gareth Bale (Real Madrid)
- Rafael Santos Borré (River Plate)

2 gols (3)
- Gonzalo Martínez (River Plate)
- Marcus Berg (Al Ain)
- Tsukasa Shiotani (Al Ain)

1 gol (19)
- Aaron Clapham (Team Wellington)
- Ángel Zaldívar (Chivas Guadalajara)
- Bandar Al-Ahbabi (Al Ain)
- Bruno Zuculini (River Plate)
- Caio (Al Ain)
- Gael Sandoval (Chivas Guadalajara)
- Hiroki Abe (Kashima Antlers)
- Hussein El Shahat (Al Ain)
- Luka Modrić (Real Madrid)
- Marcos Llorente (Real Madrid)
- Mario Barcia (Team Wellington)
- Mario Ilich (Team Wellington)
- Mohamed Ahmed (Al Ain)
- Ryota Nagaki (Kashima Antlers)
- Serginho (Kashima Antlers)
- Sergio Ramos (Real Madrid)
- Shoma Doi (Kashima Antlers)
- Tongo Doumbia (Al Ain)
- Youcef Belaïli (Espérance de Tunis)

Gols contra (2)
- Léo Silva (Kashima Antlers, para o Chivas Guadalajara)
- Yahya Nader (Al Ain, para o Real Madrid)

### Homem do Jogo
- Al-Ain–Team Wellington:  Khalid Eisa
- Espérance de Tunis–Al Ain:  Hussein El Shahat
- Kashima Antlers–Chivas Guadalajara:  Shoma Doi
- Espérance de Tunis–Chivas Guadalajara:  Rami Jridi
- Al-Ain–River Plate:  Khalid Eisa
- Kashima Antlers–Real Madrid:  Gareth Bale
- Kashima Antlers–River Plate:  Rafael Santos Borré
- Real Madrid–Al-Ain:  Marcos Llorente